# William R. Lasky
William R. Lasky (* 24. März 1921 in Los Angeles, Kalifornien; † 21. Januar 1985 ebenda) war ein US-amerikanischer Filmproduzent, Regieassistent und Filmschaffender, der 1950 für einen Oscar nominiert war.

## Biografie
William R. Lasky war ein Sohn des Filmpioniers und Filmproduzenten Jesse L. Lasky und dessen Ehefrau Bessie Ginzberg. Sein Bruder war der Drehbuchautor Jesse L. Lasky Jr., seine Schwester die Autorin und Filmhistorikerin Betty Lasky. Lasky schlug ebenso wie seine Geschwister einen Berufsweg ein, der sich dem Thema Film widmete. 1941 assistierte er dem Regisseur Howard Hawks bei der von seinem Vater mitproduzierten Filmbiografie Sergeant York. Lasky kämpfte im Zweiten Weltkrieg auf Seiten der Vereinigten Staaten.
Auf der Oscarverleihung 1950 war Lasky in der Kategorie „Bester Kurzfilm“ für sein Kurzfilmdrama Boy and the Eagle mit Dickie Moore in der Hauptrolle eines Jungen, der sich um einen verletzten Weißkopfseeadler kümmert, was für ihn ungeahnte Folgen hat, für einen Oscar nominiert. Dieser ging jedoch an Gaston Diehl und Robert Hessens und den dokumentarischen Kurzfilm Van Gogh, der das Leben und Wirken Vincent van Goghs thematisiert.
In die in den Jahren 1952 bis 1961 ausgestrahlte biografische Reality-Fernsehshow This Is Your Life brachte Lasky sich ebenso ein, wie das auch weitere Familienmitglieder taten. In seiner Funktion als Regieassistent begleitete Lasky 1959 zwei Folgen der Westernserie Bronco. An dem Mysterythriller Die Rache ist mein von 1972 von und mit George C. Scott war er ebenso beteiligt,  wie an der musikalischen Komödie Gottseidank, es ist Freitag (1978) mit Donna Summer. Sein letzter gelisteter Film ist die Komödie 1998 – die vier Milliarden Dollar Show von 1979 mit John Ritter in der Hauptrolle. 
William R. Lasky, der mit Margaret Lucille verheiratet war, starb 1985 im Alter von 63 Jahren.

## Filmografie (Auswahl)
wenn nicht anders angegeben als Regieassistent
- 1941: Sergeant York
- 1949: Boy and the Eagle (Kurzfilm, Produzent und Regie)
- 1956: Die zehn Gebote (The Ten Commandments; technischer Berater)
- 1956: Die Männer um Hilda Crane (Hilda Crane)
- 1957: This Is Your Life (Fernseh-Miniserie; als er selbst)
- 1959: Bronco (Fernsehserie, 2 Folgen)
- 1959: New Orleans, Bourbon Street (Fernsehserie, 1 Folge)
- 1959, 1960: Lawman (Fernsehserie, 7 Folgen)
- 1960: Hawaiian Eye (Fernsehserie, 2 Folgen)
- 1967: Süß, aber ein bißchen verrückt (That Girl; Fernsehserie, 1 Folge)
- 1968: The Angry Breed
- 1972: Wo tut’s weh? (Where Does It Hurt?)
- 1972: Die Rache ist mein (Rage)
- 1973: The Light from the Second Story Window (als Schauspieler)
- 1977: Father Knows Best: Home for Christmas (Fernsehfilm)
- 1978: Gottseidank, es ist Freitag (Thank God It’s Friday)
- 1979: 1998 – Die vier Milliarden Dollar Show (Americathon)

## Auszeichnung
- Oscarverleihung 1950: Oscarnominierung für Boy and the Eagle